# Osmiopsis
Osmiopsis là một chi thực vật có hoa trong họ Cúc (Asteraceae).

## Loài
Chi Osmiopsis gồm các loài: